# Werner Spickenreuther
Werner Spickenreuther (* 14. Februar 1930 in Olbernhau; † 17. Juli 2015) war ein deutscher Lehrer und Heimatforscher des sächsischen Erzgebirges.

## Leben
Spickenreuther wurde im Alter von 18 Jahren Neulehrer an der späteren Ewald-Mende-Oberschule in Großolbersdorf, wo er Geografie, Deutsch und Englisch unterrichtete. 1957 holte er im Fernstudium das Staatsexamen nach. 1951 übernahm er die Schulgewerkschaftsleitung und wurde später Mitglied der Kreisfachkommission für Geografie. Nach seiner Heirat zog er nach Lauterbach (Marienberg). 1965 war Initiator und Mitbegründer des Aktivs für Denkmalpflege beim Rat des Kreises Marienberg. U.a. ihm ist es zu verdanken, dass der historische Stadtkern von Marienberg unter Denkmalschutz gestellt wurde.
Schon im Jugendalter interessierte er sich für bildende Kunst und ländliche Architektur, insbesondere für die Blockbau-, Umgebinde- und Fachwerkbauweise in Sachsen, Tschechien und Polen sowie für Wehrkirchen.

## Auszeichnungen
- Johannes-R.-Becher-Medaille, 1969
- Aktivist der sozialistischen Arbeit, 1971
- Kulturpreis des Bezirks Karl-Marx-Stadt, 1972
- Pestalozzi-Medaille für treue Dienste in Silber
- Mitglied eines Kollektivs der sozialistischen Arbeit
- Verdienstmedaille des Verdienstordens der Bundesrepublik Deutschland, 1995[3]

## Werke
- Erzgebirgische Wehrgangkirchen. Union-Verlag VOB, Berlin 1970. (Neuauflage: Regensburg 1996. ISBN 3-7954-4053-X)

Werner Spickenreuther publizierte außerdem Beiträge in:
- Der Heimatfreund für das Erzgebirge
- Erzgebirgische Heimatblätter, z. B. Burg und Schloss Hauenstein/Horni hrad, in: Erzgebirgische Heimatblätter 2007/5, S. 12–13.
- Unsere Heimat
- Glückauf
- Kalender Sächsische Gebirgsheimat

- Denkmale im Kreis Zwickau, 1988
- Denkmale im Landkreis Marienberg, 1991
- Denkmale im Kreis Flöha, 1992
- Denkmale im Kreis Zschopau, 1993
- Kulturdenkmale in der Euroregion Erzgebirge, 1994
- Museen in der Euroregion Erzgebirge, 1995